# Lomi Lomi Nui
Lomi Lomi Nui, auch Lomi Lomi genannt (Traditionelle hawaiische Massage), ist eine Massageform, die aus Hawaii stammt. Sie ähnelt in ihrer Ursprungsform eher therapeutischer Körperarbeit als einer Massage und hat den Anspruch, nicht nur den Körper, sondern auch die Seele zu behandeln. Sie war Teil einer Heilbehandlung. Die im Westen als Lomi Lomi angebotenen Massagen sind dagegen in erster Linie Wellness-Behandlungen.
In der Landessprache bedeutet lomi so viel wie reiben, kneten oder drücken, die Verdoppelung verstärkt diese Bedeutung. Nui heißt unter anderem groß, wichtig oder „Haupt-“. Lomi Lomi Nui lässt sich also annähernd übersetzen mit „großes starkes Kneten“ als Begriff für diese spezielle Massageform.

## Ursprung
Lomi Lomi kommt aus der traditionellen Heilkunst von Hawaii und war Bestandteil der dortigen Naturheilkunde, insbesondere der Kräuterheilkunde (la'au lapa'au). Diese wurde von schamanischen Heilern (kahuna) ausgeübt. Die Lomi-Massage war also nur ein Element bei der Behandlung von Krankheiten. Außerdem war sie Teil von Initiationsriten beim Übergang in einen neuen Lebensabschnitt und auch der Priesterweihe, weshalb im Westen mitunter von „hawaiischer Tempelmassage“ gesprochen wird. Jeder Heiler entwickelte seinen eigenen Massagestil gemäß der familiären Tradition und Überlieferung, so dass es auch auf Hawai‘i nie nur einen „echten“ Lomi-Stil gegeben hat. Mit der Christianisierung der hawaiischen Bevölkerung durch amerikanische Missionare ab 1820 wurde die Ausübung der polynesischen Religion und auch der traditionellen Heilbehandlung verboten, so dass sie nur noch illegal möglich war. Als reine Entspannungsmassage blieb Lomi Lomi jedoch erlaubt. In Europa wurde sie erst Ende des 20. Jahrhunderts bekannt, vor allem als Wellness-Massage. Westliche Interpretationen der schamanischen Philosophie auf Hawaii sind unter dem Namen Huna bekannt geworden.

## Die Behandlung
Eine Lomi Lomi Nui dient nicht nur der Entspannung, sondern ihrem Anspruch nach auch der körperlichen, seelischen und geistigen Reinigung. Die Huna-Auffassung von Gesundheit und Krankheit ähnelt der in der Traditionellen Chinesischen Medizin: In einem gesunden Körper fließt die Energie (mana). Blockaden verursachen Krankheiten bzw. können sich als körperliche Verspannungen bis hin zu Erstarrungen manifestieren. Die Lomi Lomi Nui soll diese Blockaden lösen, den Körper wieder in Bewegung bringen und die Harmonie von Körper, Geist und Seele wiederherstellen.
Die Lomi Lomi Nui dauert gewöhnlich rund zwei Stunden. Es wird viel Öl verwendet, ursprünglich von der Kukui-Nuss. Der Behandler arbeitet nicht nur mit den Händen, sondern zumeist mit beiden Unterarmen. Es gibt auch die vierhändige Lomi Lomi Nui, die von zwei Personen gleichzeitig ausgeführt wird. Die Bewegungen sind grundsätzlich fließend, mal langsam, mal schneller und leicht schaukelnd, wobei die traditionelle Behandlung von hawaiischer Musik und Gesängen begleitet wird, zu denen sich die Behandler im Rhythmus rund um den Massagetisch bewegen. Die Lomi Lomi Nui kann in ihrer Stärke variieren, auch innerhalb einer Behandlung. So kann sie sehr langsam, sanft, beruhigend, entspannend sein, aber auch fordernd, rhythmisch, bewegt, um tiefliegende Spannungen aufzulösen oder neue Energie in den Körper zu bringen.
Die Behandlung beginnt mit dem Rücken, der nach schamanischer Sichtweise der Ort der Zukunft ist. Im Anschluss wird der vordere Teil des Körpers bearbeitet, wobei der Bauch als Ort der Emotionen und der Erinnerungen gilt. Zuerst muss der Weg in die Zukunft geöffnet werden, um sich dann die Kraft und das Wissen aus der Vergangenheit zu holen. Dem spirituellen Hintergrund entsprechend wird vor und nach der Lomi Lomi Nui ein Gebet gesprochen.
Es gibt auch Lomi Lomi Nui für Kinder und Lomi Lomi Nui für Schwangere (Lomi Hapai).

## Richtungen
International gelten Aunty Margaret Machado, Uncle Kalua Kaiahua und Abraham Kawai'i DeCambra als bedeutende Vertreter von Lomi-Stilrichtungen. In Deutschland, Österreich, der Schweiz, Dänemark (als „Mauri“-Massage), Australien und Osteuropa wird hauptsächlich Lomi Lomi Nui angeboten, eine Mischung zweier Richtungen. Andere Lomi-Stile sind Romi und Mana Lomi. Bei einer reinen Wellness-Behandlung sind gewisse Unterschiede der Stile jedoch von völlig untergeordneter Bedeutung.
Geschützte Bezeichnungen dienen immer auch der Vermarktung. Die Bezeichnung Lomi Lomi Nui ist keine geschützte Marke. Lomi-Massagen gelten als Wellnessmassagen, für die keine staatliche Anerkennung nötig ist; sie sind keine medizinische Therapie. Ausbildungen werden von verschiedenen, gewerblichen und staatlich nicht anerkannten Instituten angeboten; die Ausbildung ist in Deutschland und Österreich nicht gesetzlich geregelt. In Österreich braucht man für das gewerbliche Anbieten der Lomi Lomi Nui je nach eingesetzter Techniken den Gewerbeschein der Energetik (sanfte Berührungen des Körpers) oder den der Massage (vor allem, wenn man dabei auch Massagegriffe verwenden will).